# Suyeris Guerra
Suyeris Guerra (* 29. Februar 2000) ist eine panamaische Leichtathletin, die sich auf den Mittelstreckenlauf spezialisiert hat.

## Sportliche Laufbahn
Erste internationale Erfahrungen sammelte Suyeris Guerra im Jahr 2021, als sie bei den Zentralamerikameisterschaften in San José in 5:05,81 min den vierten Platz im 1500-Meter-Lauf belegte und über 800 Meter mit 2:33,95 min auf Rang fünf landete. Im Jahr darauf siegte sie in 4:41,65 min über 1500 Meter bei den Zentralamerikameisterschaften in Managua und belegte in 2:20,04 min den sechsten Platz im 800-Meter-Lauf. Zudem gewann sie mit der panamaischen 4-mal-400-Meter-Staffel in 4:08,80 min die Bronzemedaille. 2023 wurde sie bei den Zentralamerikameisterschaften in San José in 2:17,90 min Vierte über 800 Meter und gewann über 1500 Meter in 4:40,85 min die Silbermedaille hinter der Guatemaltekin Viviana Aroche. Zudem sicherte sie sich auch im Staffelbewerb die Silbermedaille. Anschließend gelangte sie bei den Zentralamerika- und Karibikspielen in San Salvador mit 4:43,81 min auf den achten Platz über 1500 Meter. 
2023 wurde Guerra panamaische Meisterin im 800- und 1500-Meter-Lauf.

## Persönliche Bestzeiten
- 800 Meter: 2:17,90 min, 6. Mai 2023 in San José
- 1500 Meter: 4:40,85 min, 7. Mai 2023 in San José